# Oncicola sigmoides
Espèce
Synonymes
- Prosthenorchis sigmoides Meyer, 1932 - protonyme

Oncicola sigmoides est une espèce d'acanthocéphales de la famille des Oligacanthorhynchidae. C'est un parasite digestif de singes d'Amérique du Sud.